# Yorkshire (hrabstwo Cattaraugus)
Yorkshire – jednostka osadnicza w Stanach Zjednoczonych, w stanie Nowy Jork, w hrabstwie Cattaraugus.